# Formica gerardi
Formica gerardi es una especie de hormiga endémica de la península ibérica (España, Portugal y Andorra) y Francia continental.